# Miejsce aktywne
Miejsce aktywne, centrum aktywne, centrum katalityczne – część cząsteczki, która jest bezpośrednio zaangażowana w reakcji chemicznej. W przypadku prostych cząsteczek, takich jak np. kwasy nieorganiczne w reakcję zaangażowana jest cała cząsteczka. W przypadku
dużych i złożonych cząsteczek, takich jak np. enzymy, polimery syntetyczne i niektóre rozbudowane związki metaloorganiczne, tylko niewielka część cząsteczki jest rzeczywiście zaangażowana w reakcję, a jej reszta pozostaje bierna. 

## Enzymy
W enzymach centrum aktywne zlokalizowane jest w kieszeni lub szczelinie apoenzymu. Stanowi je grupa aminokwasów, które leżą blisko siebie w trójwymiarowej cząsteczce, choć często są od siebie bardzo oddalone w sekwencji. Odpowiada za wiązanie substratów i grup prostetycznych z wytworzeniem kompleksu ES (enzym-substrat), w którym reagujące fragmenty cząsteczek znajdują się w pobliżu centrum katalitycznego. Może przy tym dochodzić do zmiany konformacji zarówno substratów, jak i enzymu.
Reszty aminokwasowe z niepolarnym łańcuchem bocznym uniemożliwiają dostęp wody oraz mają udział w prawidłowym wiązaniu substratu, natomiast łańcuchy polarne zarówno wiążą substrat, jak i wykazują właściwe działanie katalityczne.
Aminokwasy wchodzące w skład centrum aktywnego są zazwyczaj ewolucyjnie bardziej stabilne niż aminokwasy na innych pozycjach, ponieważ zmiana aminokwasu w tej pozycji mogłaby uniemożliwić enzymowi katalizowanie dotychczasowej reakcji.
W wielu enzymach niektóre z aminokwasów centrum aktywnego są identyczne nawet u bardzo słabo spokrewnionych organizmów.

## Polimery
W przypadku polimerów syntetycznych centrum aktywne znajduje się zazwyczaj na końcu cząsteczek, choć w przypadku syntezy polimerów gwiazdowych i dendrymerów centrum aktywne znajduje się najpierw w samym środku cząsteczki, a potem ulega "rozmnożeniu" oddalając się jednocześnie od pierwotnego środka. 
W przypadku polimerów szczepionych centra aktywne są natomiast inicjowane w przypadkowych miejscach na łańcuchu głównym polimeru i następnie przenoszą się stopniowo wzdłuż narastających odgałęzień bocznych.